# Lewis F. Powell

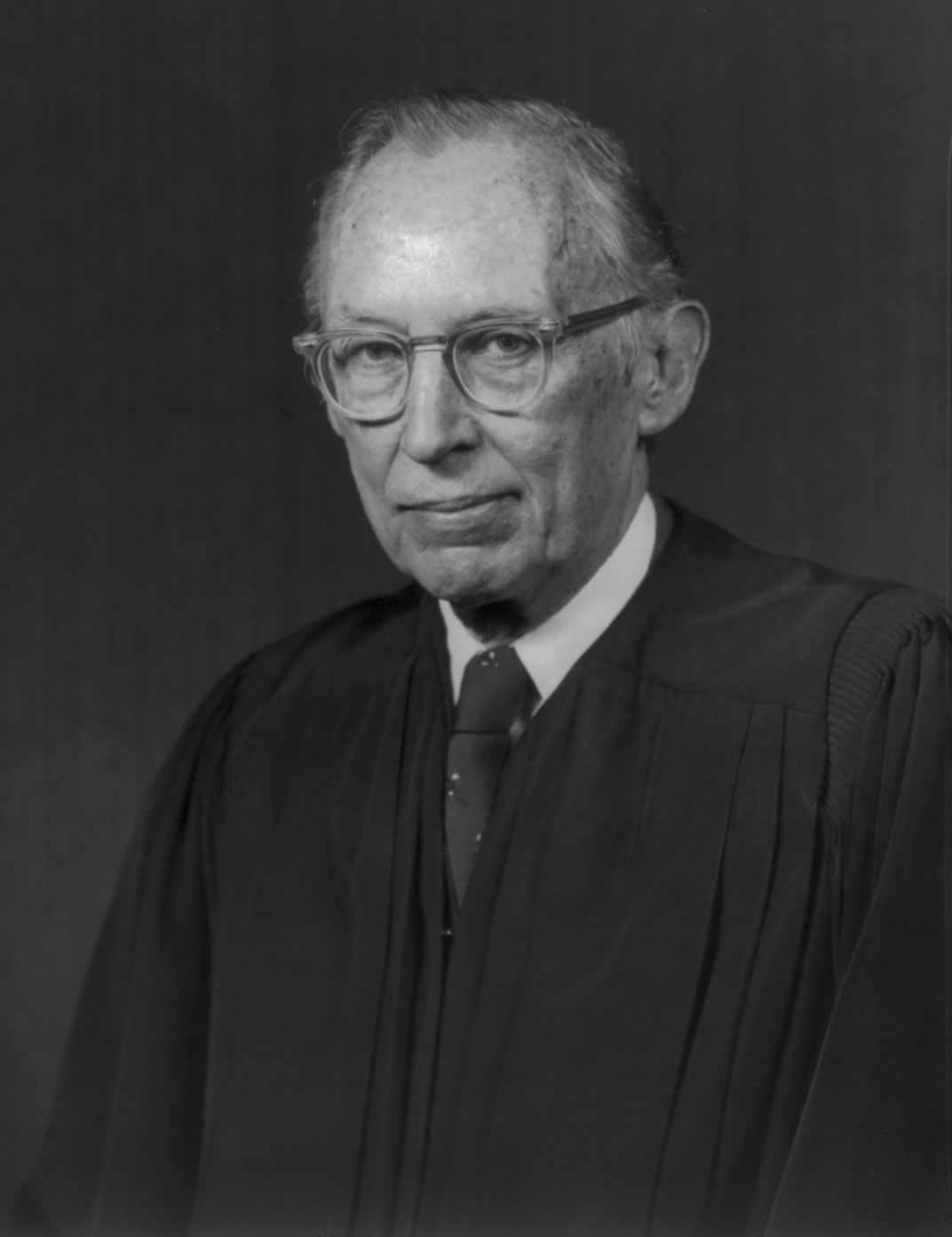
Lewis F. Powell 1976

Lewis Franklin Powell, Jr., född 19 september 1907 i Suffolk, Virginia, död 25 augusti 1998 i Richmond, Virginia, var en amerikansk jurist. Han var domare vid USA:s högsta domstol 1972–1987.
Powell studerade juridik vid Washington and Lee University och Harvard Law School. Han hade sin advokatpraktik i Richmond mellan 1932 och 1971. President Richard Nixon tillkännagav den 22 oktober 1971 att Powell hade blivit nominerad för att efterträda Hugo Black i högsta domstolen. Senaten godkände utnämningen i december 1971. Powell tillträdde sitt domarämbete den 7 januari 1972 och avgick den 26 juni 1987.